# Johann Christian Gottlieb Schaumann
Johann Christian Gottlieb Schaumann (* 8. Februar 1768 in Husum; † 31. Januar 1821 in Gießen) war ein deutscher Philosoph, Pädagoge und Hochschullehrer.

## Leben
Über die frühe Ausbildung und Laufbahn Schaumanns ist kaum etwas bekannt. Zunächst war er Lehrer am Pädagogium Halle. An der Universität Halle habilitierte er sich zum Privatdozenten im Bereich der Philosophie. Irgendwann wurde er wohl auch zum Doktor promoviert. Im Jahr 1794 folgte er einem Ruf als ordentlicher Professor der Philosophie an die Universität Gießen. 1805 wurde er zudem Pädagogiarch in Gießen.

## Publikationen (Auswahl)
- Ueber die transcendentale Aesthetik; ein kritischer Versuch. Weidmann, Leipzig 1789.
- Psyche oder Unterhaltungen über die Seele. Waisenhaus, Halle 1791.
  - 1. Band als Digitalisat und Volltext im Deutschen Textarchiv.
  - 2. Band als Digitalisat und Volltext im Deutschen Textarchiv.
- Wissenschaftliches Naturrecht. Gebauer, Halle 1792.
- Ideen zu einer Kriminalpsychologie, Gebauer, Halle 1792 (Digitalisat und Volltext im Deutschen Textarchiv).
- Elemente der allgemeinen Logik und kurzer Abriß der Metaphysik. Krieger, Gießen 1795.
- Kritische Abhandlungen zur philosophischen Rechtslehre. Gebauer, Halle 1795.
- Versuch eines neuen Systems des natürlichen Rechts. Halle 1796.
- Erklärung über Fichte’s Appellation und über die Anklagen gegen die Philosophie. Stamm, Gießen 1799.